# Eugen Adler
Eugen Adler, avstrijski general, * 20. november 1862, † 13. oktober 1920.

## Življenjepis
Med prvo svetovno vojno je bil poveljnik 8. dragonskega polka.
Upokojil se je 1. septembra 1919.

## Pregled vojaške kariere
Napredovanja
- generalmajor: 1. maj 1918 (z datumom nastopa 27. maja 1918)